# Гарашко језеро
Гарашко језеро се налази у срцу Шумадије, ободима Букуље десетак километара од Аранђеловца на путу Аранђеловац-Белановица-Љиг на надморској висини од око 400 m а настало је 1976. године преграђивањем реке Букуље и неколико њених притока за потребе водоснабдевања Аранђеловца и околине. Површина варира од водостаја али се најчешће креће око 65 ha. Састоји се од три крака Милићевићи, Лекићи и Врбе, који су добили називе по потопљеним засеоцима села Гараши и Јеловик. Карактеришу га стрме обале са једне и приступачне са друге стране. Дно је тврдо (иловача) са благим кањонима дуж некадашњих речних токова. Највећа дубина је преко 20 m. Рибљи свет је разнолик па су од беле рибе присутни клен, црвенперка, бодорка, крупатица, бабушка а од племените шаран, смуђ, сом, амур а штука држи незванични државни рекорд са највећим примерком од 19,6 kg. Недалеко од језера налази се базен са угоститељским објектом и спортским теренима за одбојку на песку и мали фудбал.